# Киселі (Островський район)
Киселі (рос. Кисели) — присілок в Островському районі Псковської області Російської Федерації.
Населення становить 20 осіб. Входить до складу муніципального утворення Островська волость.

## Історія
Від 2015 року входить до складу муніципального утворення Островська волость.

## Населення
| 2001 | 2002 | 2010 |
| ---- | ---- | ---- |
| 43   | ↘22  | ↘20  |